# Kathedrale von Antibes

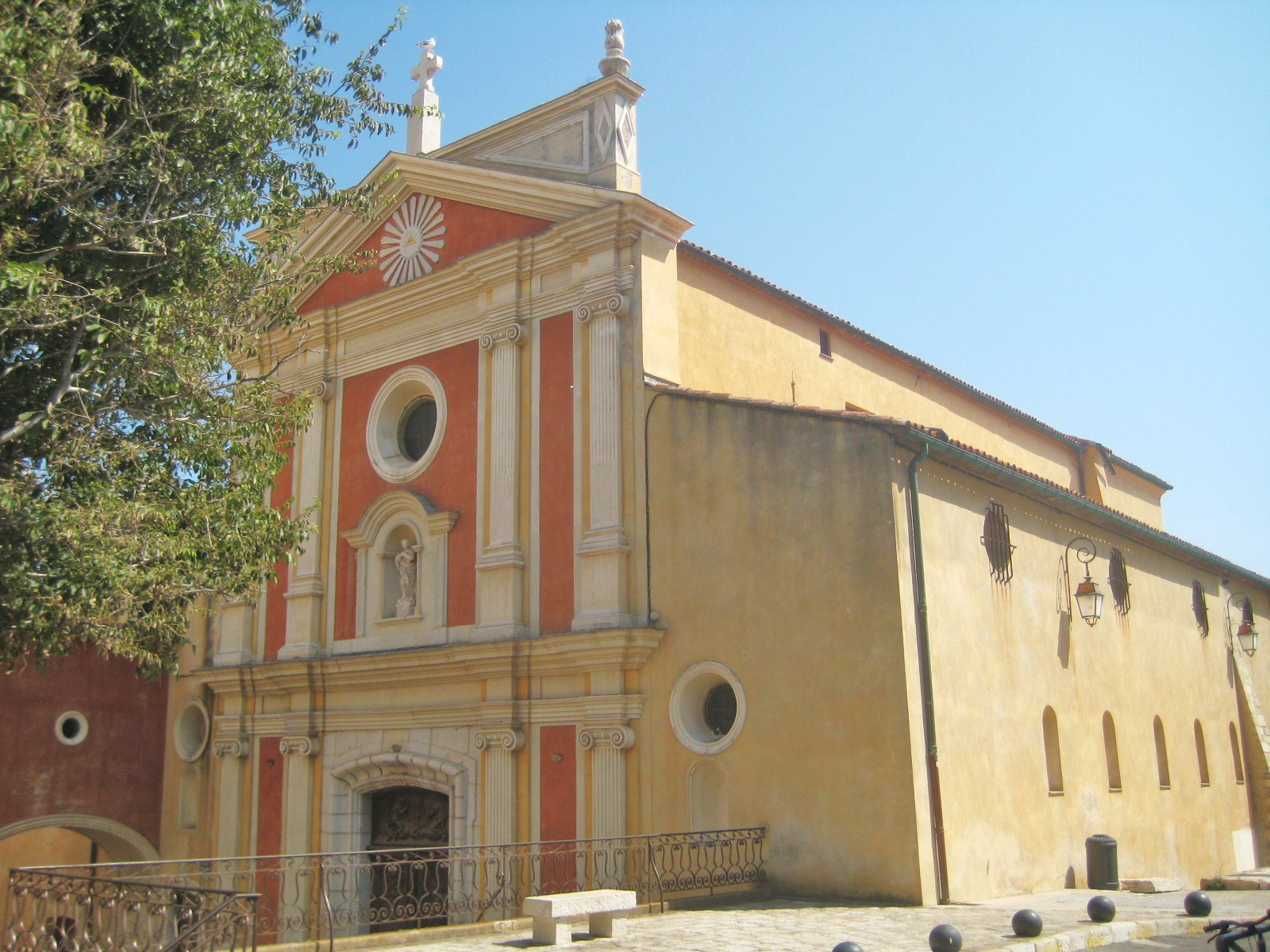
Kathedrale von Antibes

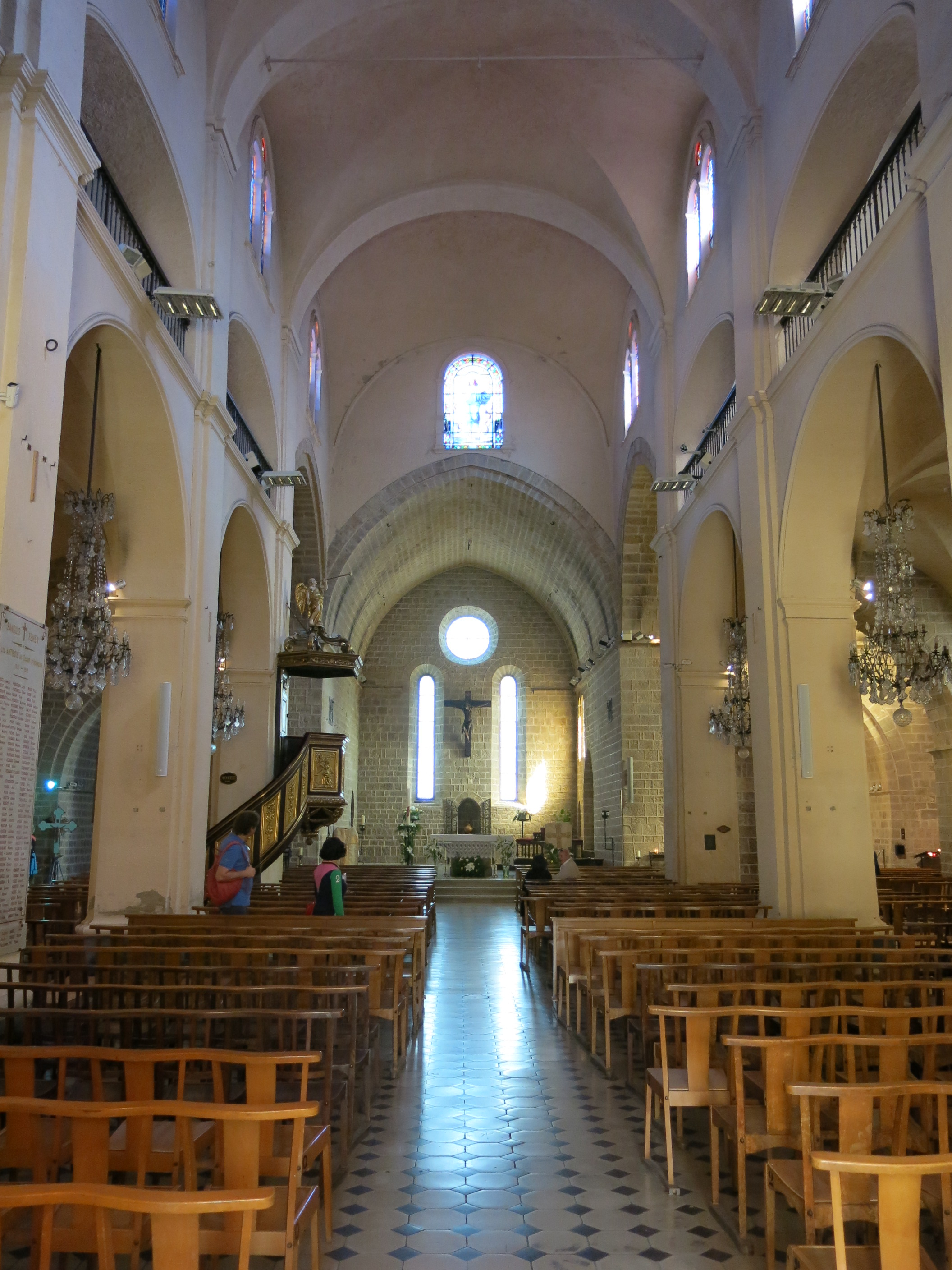
Kathedrale von Antibes (Kircheninneres)

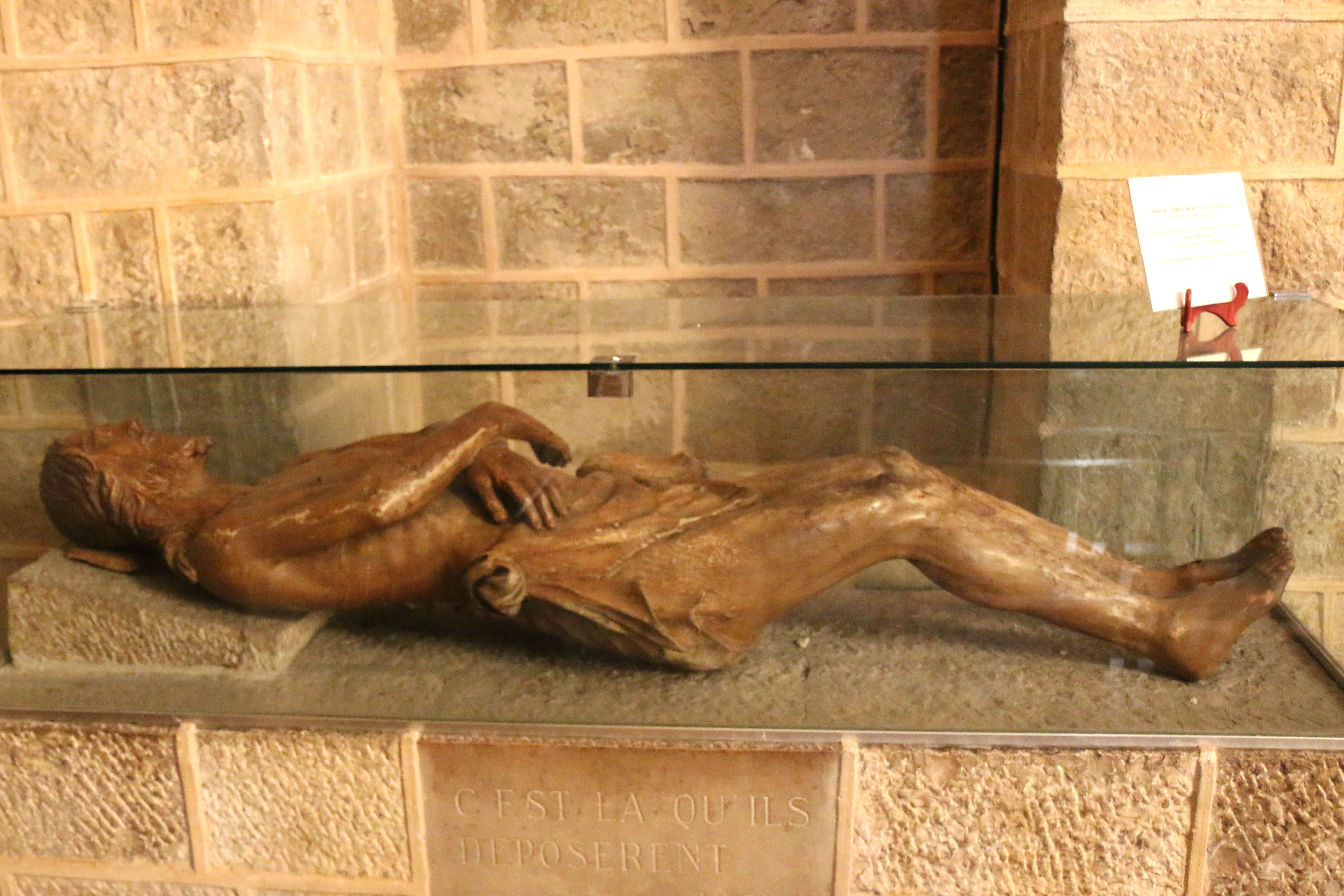
Kathedrale von Antibes (Liegender Christus)

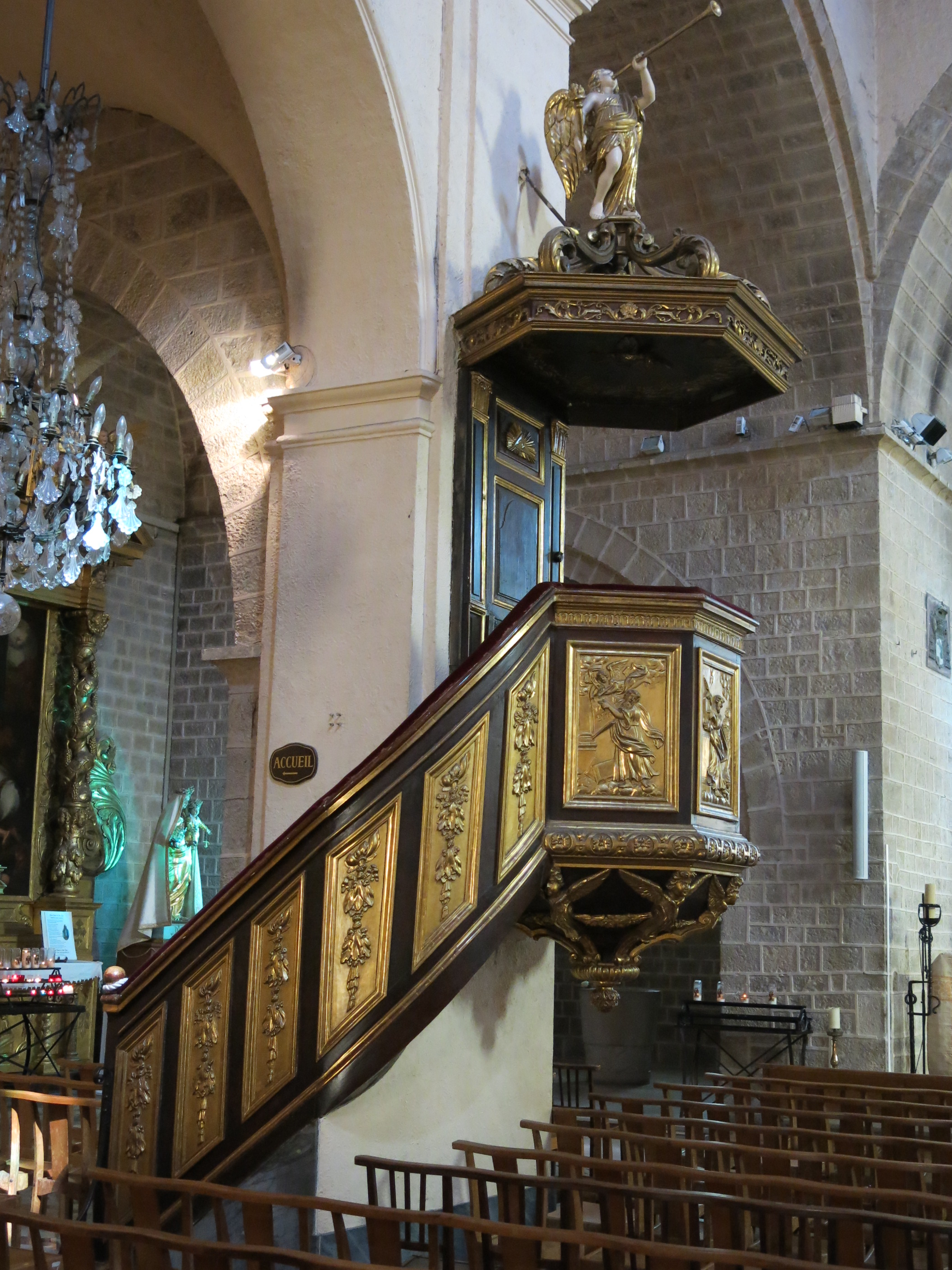
Kathedrale von Antibes (Kanzel)

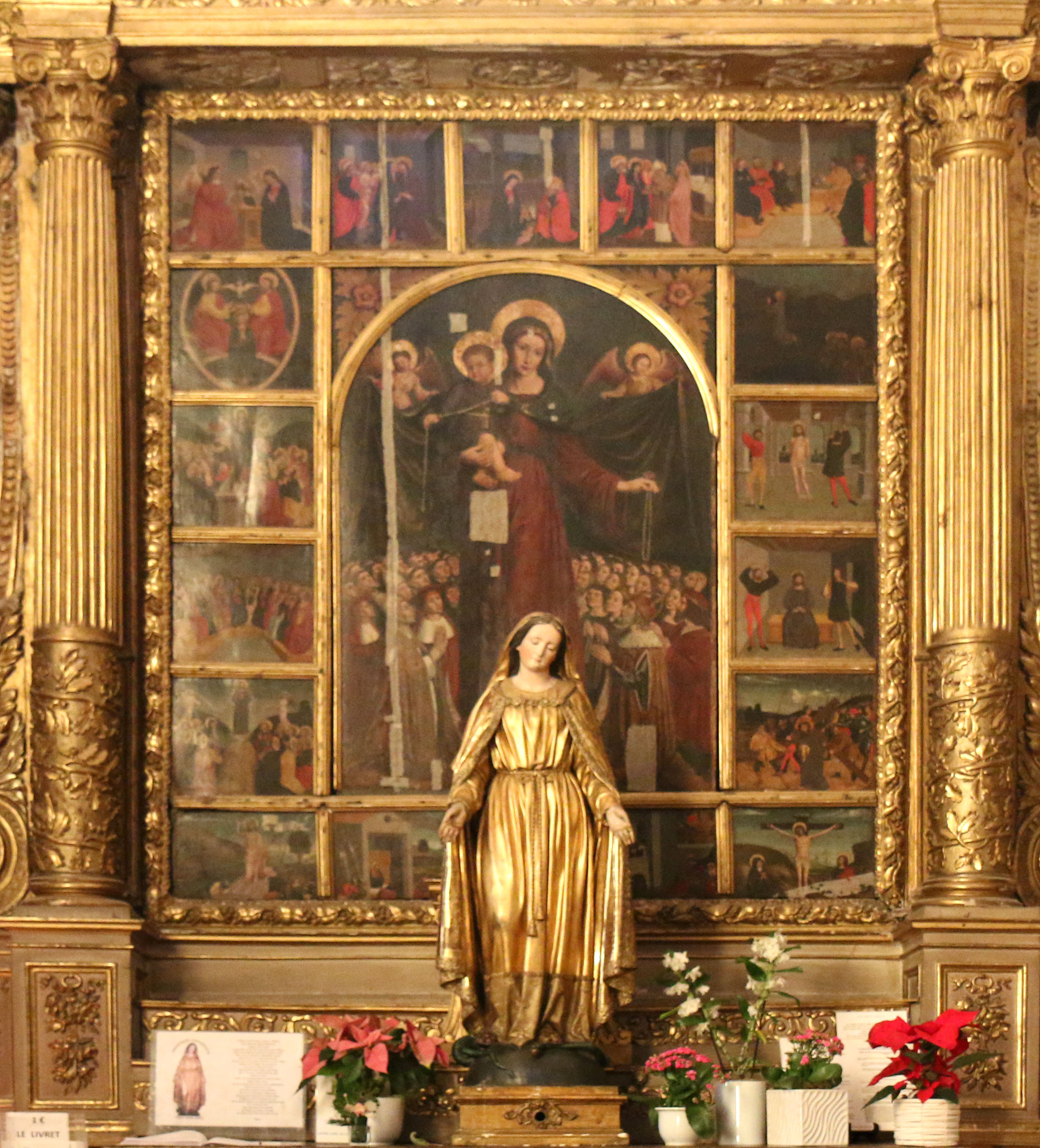
Kathedrale von Antibes (Retabel von Louis Bréa)

Die ehemalige Kathedrale Notre-Dame de l’Immaculée Conception (auch: Notre-Dame-de-la-Platea) ist ein römisch-katholischer Kirchenbau in Antibes im Bistum Nizza. Er ist seit 1945 als Monument historique eingestuft.

## Geschichte
Von 442 bis 1244 bestand das Bistum Antibes. Erster Bischof war der heilige Armentarius (französisch: Armentaire oder Hermentaire). Dann wurde der Bischofssitz nach Grasse verlegt. Die Kathedrale wurde mehrfach zerstört und wieder aufgebaut (1124, 1608 und 1746). Die Fassade stammt in ihrer heutigen Form aus dem 19. Jahrhundert. Die Kirche ist dem Patronat der Unbefleckten Empfängnis anvertraut. Sie ist heute Pfarrkirche der Kirchengemeinde Paroisse Saint Armentaire Antibes – Juan les Pins.

## Ausstattung
Das holzgeschnitzte Kirchenportal ist das Werk von Joseph Dolle (* 1658). Prunkstück der reichen Innenausstattung ist ein Retabel von Louis Bréa (1450–1525), auf dem die Schutzmantelmadonna mit Jesuskind von 15 Darstellungen der Geheimnisse des Rosenkranzes umgeben ist. Bemerkenswert ist auch ein 1938 aufgefundener liegender Christuskorpus in Lindenholz aus dem 18. Jahrhundert.